# Fluterschen
Fluterschen é um município localizada no distrito de Altenkirchen, na associação municipal de Verbandsgemeinde Altenkirchen, no estado da Renânia-Palatinado.

## População
| - 1815 – 132 - 1835 – 227 - 1871 – 341 - 1905 – 444 - 1939 – 468 | - 1950 – 597 - 1961 – 572 - 1970 – 635 - 1987 – 646 - 2000 – 805 |